# オグニェン・ミモヴィッチ
オグニェン・ミモヴィッチ（セルビア語: Огњен Мимовић, ラテン文字転写: Ognjen Mimović、2004年8月17日 - ）は、セルビアのサッカー選手。ポジションはディフェンダー。

## 経歴

### レッドスター・ベオグラード
2024年1月15日、レッドスター・ベオグラードとの契約を2028年まで延長した。
2024年2月24日のセルビア・スーペルリーガ、FKチュカリチュキ戦に出場しトップチームデビューを果たした。

### フェネルバフチェ
2025年1月31日、フェネルバフチェSKと4年半契約を締結した。